# معركة تيشلا
معركة تيشلا هي عملية عسكرية وقعت في 8 يوليو عام 1987 في منطقة تيشلا الواقعة في الصحراء المغربية عندما نجحت جبهة البوليساريو في مهاجمة جدار الرمال كجزء من الصراع الدائر في منطقة الصحراء المغربية.

## الخلفية التاريخية
كان الهجوم الذي شنته قوات مرتزقة جبهة البوليساريو على مدينة تيشلا الواقعة في الصحراء المغربية يهدف إلى التذكير بوجود البوليساريو عند اقتراب الاجتماعات الدبلوماسية الحاسمة، لطمأنة الدول التي تدعم جبهة البوليساريو، وتحفيز اللاجئين الصحراويين في الجزائر.

## المعركة
استخدمت قوات جبهة البوليساريو 170 مركبة كان من بينها من 30 إلى 40 مركبة من طراز بي إم بي-1، واتجهت هذه القوة إلى جنوب الصحراء المغربية لكي تباغت قوات الجيش الملكي المغربي.
رُصدت حملة قوات البوليساريو في منطقة أغوينيت في 7 يوليو عام 1987، إلا أن الأركان العامة المغربية افترضت أن الهجوم سيحدث في منطقة أوسرد ومن ثمّ نقلت قوات التدخل المغربية إلى هناك.
تمكنت قوات جبهة البوليساريو من اختراق الجدار الرملي على جبهة امتدت لمسافة 40 كيلومترا خلال أول نصف ساعة من المعركة وفقا لبيان صحفي كاذب أصدرته جبهة البوليساريو بعد ذلك. ظلّ بعض الجنود المغاربة محاصرون وبدون دعم مع استمرار تسلل المقاتلين الصحراويين من آن لآخر، وكان تدخل القوات الجوية المغربية غير فعال، حتى اضطروا للاستسلام في نهاية المطاف.
كان الجدار الرملي الذي تعرض لهجوم قوات جبهة البوليساريو هو الجدار الرملي السادس الذي تُشيده الحكومة المغربية في منطقة الصحراء المغربية. وشارك في القتال جنود مغاربة من الكتيبة السابعة لقوات التدخل السريع المغربية إلى جانب السرب المدرع السابع والكتيبة 44.

## الخسائر المادية والبشرية
زعمت جبهة البوليساريو في بياناتها أنها تمكنت أثناء معركة تيشلا من قتل 275 جنديًا مغربيًا وأسر 73 مقاتلًا مغربيًّا آخر. كان من الممكن أن يخسر المغاربة في هذه المعركة ما بين 250 و300 قتيل وجريح وأسير.